# Автошлях Т 1720
Автошля́х Т 1720 вилучений з територіальних шляхів та став частиною обласного шляху О1725363 (https://www.openstreetmap.org/relation/2337951 [Архівовано 16 жовтня 2021 у Wayback Machine.]) — автомобільний шлях територіального значення у Полтавській області. Проходить територією Шишацького району від Шишаків до перетину з Р42. Загальна довжина — 8,8 км.

## Маршрут
Автошлях проходить через такі населені пункти:
| Автошлях Т 1720    |        |
| Полтавська область |        |
| Шишацький район    |        |
| Шишаки             | Т 1733 |
| Великий Перевіз    |        |
|                    | Р42    |